# Miguel Darío Miranda y Gómez

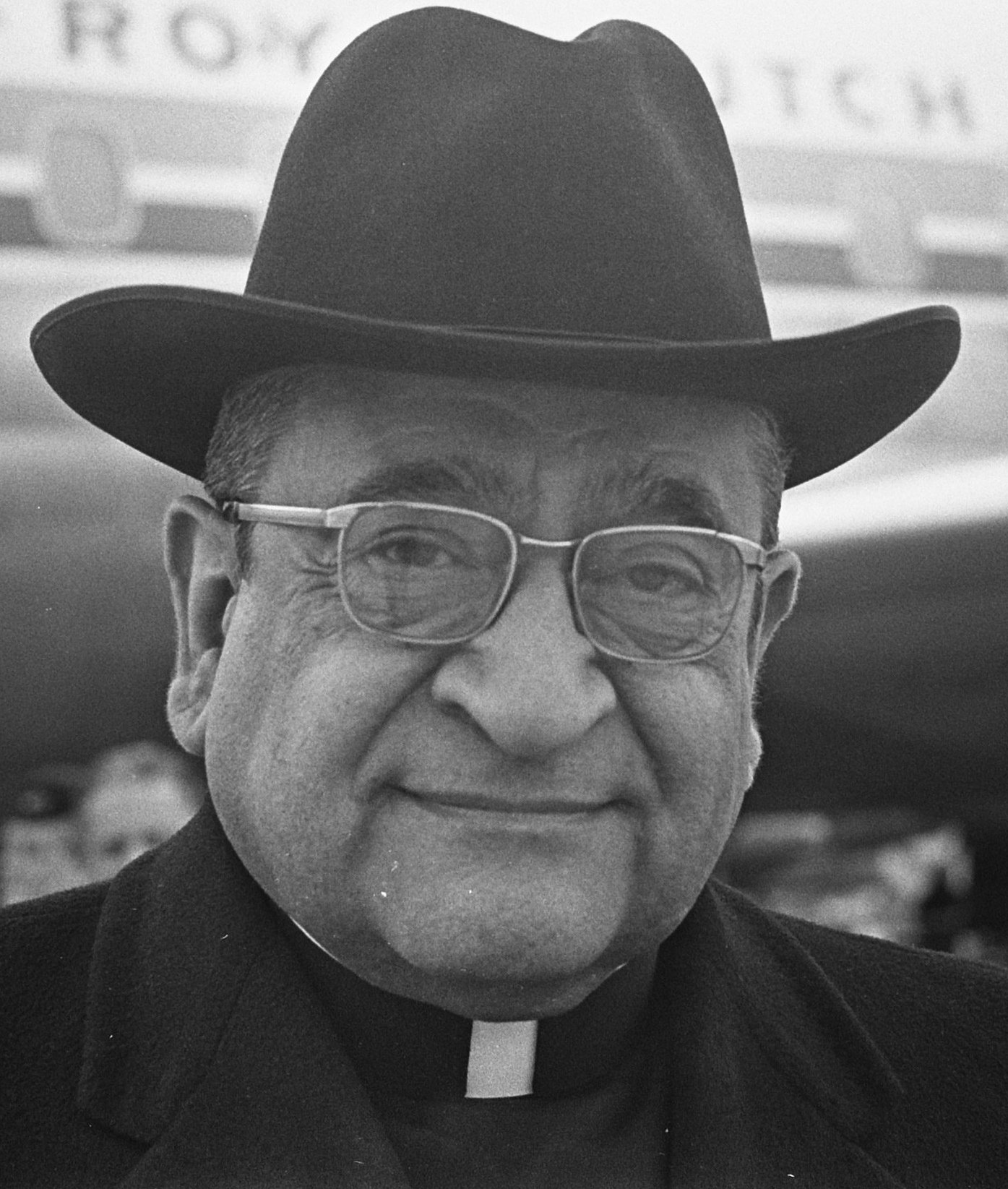
Erzbischof Miranda in Amsterdam, 1964

Kardinalswappen

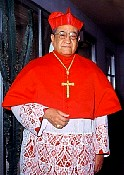
Kardinal Miranda y Gómez

Miguel Darío Kardinal Miranda y Gómez (* 19. Dezember 1895 in León, Guanajuato; † 15. März 1986 ebenda) war ein mexikanischer Geistlicher und Bischof der römisch-katholischen Kirche. Er war von 1956 bis 1977 Erzbischof von Mexiko und von 1958 bis 1963 erster Präsident des Lateinamerikanischen Bischofsrats (CELAM).

## Leben
Nach dem Studium am Priesterseminar in León und an der Päpstlichen Universität Gregoriana in Rom empfing der Sohn von Cipriano Miranda und seiner Frau María Gómez de las Nieves am 28. Oktober 1918 die Priesterweihe. Danach war er bis 1925 in León in der pastoralen Arbeit tätig und begann im Jahre 1929 in seinem ehemaligen Priesterseminar zu lehren. Von 1925 bis 1926 leitete er als Direktor das nationale Sozial Sekretariat. Aufgrund der Christenverfolgung unter Präsident Plutarco Elías Calles wurde er inhaftiert und musste von 1926 bis 1929 ins Exil gehen.
Am 1. Oktober 1937 wurde er von Papst Pius XI. zum Bischof von Tulancingo ernannt. Der Erzbischof von Morelia, Leopoldo Ruiz y Flóres, spendete ihm am 8. Dezember desselben Jahres in Guadalupe die Bischofsweihe; Mitkonsekratoren waren José Ignacio Márquez y Tóriz, Koadjutorerzbischof von Puebla de los Ángeles, und Maximino Ruiz y Flores, Weihbischof in Mexiko-Stadt. Zur Unterstützung von Luis Martínez y Rodríguez wurde er am 20. Dezember 1955 zum Koadjutorerzbischof von Mexiko und Titularerzbischof von Selymbria ernannt. Nach dem Tod von Luis Martínez y Rodríguez am 28. Juni 1956 wurde er dessen Nachfolger als Erzbischof von Mexiko-Stadt und damit Primas der römisch-katholischen Kirche in Mexiko.
Miranda war ein überzeugter Verfechter der sozialen Gerechtigkeit. Er nahm an allen vier Sitzungsperioden des Zweiten Vatikanischen Konzils teil und war von 1958 bis 1963 erster Präsident der CELAM. Am 28. April 1969 nahm ihn Papst Paul VI. als Kardinalpriester mit der Titelkirche Nostra Signora di Guadalupe a Monte Mario in das Kardinalskollegium auf. Allerdings hatte er nie die Möglichkeit der Teilnahme an einem Konklave, da er das Alter von 80 Jahren am 19. Dezember 1975 überschritt und die nächste Sedisvakanz erst 1978 eintrat. Nach seinem Rücktritt als Erzbischof von Mexiko am 19. Juli 1977 war er Apostolischer Legat bei der Weihe der Basilika der Jungfrau von Guadalupe Hidalgo am 12. Oktober 1976.
Der Kardinal starb am 15. März 1986 im Alter von 90 Jahren in seiner Heimatstadt León und ist in der Kathedrale von Mexiko-Stadt beigesetzt.

## Sonstiges
- Miranda begrüßte 1942 den Leiter der Forces françaises libres Charles de Gaulle während einer Messe in der Basilika Guadalupe.
- Er erhielt einen Ehrendoktortitel als Doktor der Rechtswissenschaften der University of Notre Dame.
- Miranda unterstützte das Opus Dei.